# Jason Palmer

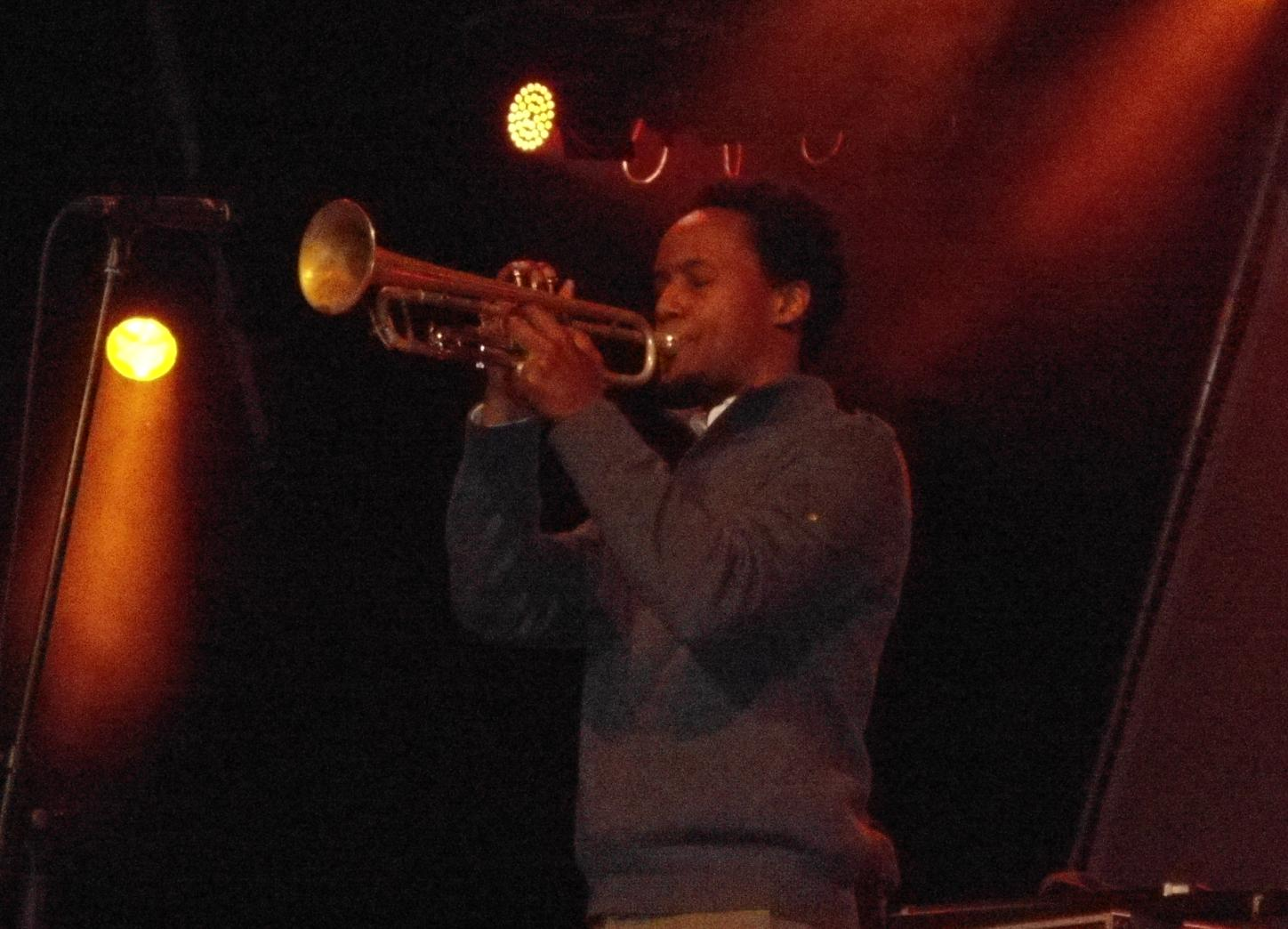
Jason Palmer beim Jazzfestival St. Ingbert 2013

Jason Palmer (* 14. Februar 1979 in High Point, North Carolina) ist ein US-amerikanischer Jazztrompeter, der auch komponiert. Dem Bayerischen Rundfunk zufolge gilt er „als einer der vielversprechendsten Trompeter der jüngeren Jazzgeschichte. Der als Instrumentalist mehrfach prämierte Musiker spielt mit klarem, leuchtendem Ton und verblüfft immer wieder durch überraschende Wendungen.“

## Leben und Wirken
Palmer studierte am New England Conservatory in Boston und spielte in dieser Zeit im dortigen Club Wally's Cafe, zunächst bei Jamsessions und später als Mitglied der Hausband. Nach seiner Graduierung arbeitete er u. a. mit Roy Haynes, Benny Golson, Greg Osby, Ravi Coltrane und Kurt Rosenwinkel. 2008 legte er sein Debütalbum Songbook vor, 2009 wirkte er in dem Musicalfilm Guy and Madeline on a Park Bench mit, in dem er einen Jazztrompeter spielte. 2010 erschien sein Album Nothing to Hide bei SteepleChase Records, gefolgt 2011 von Here Today mit dem Saxophonisten Mark Turner. Auf dem Album Take a Little Trip covert er höchst die Soul-Sängerin Minnie Riperton; auf Wondaland setzt er sich mit dem Repertoire von Popstar Janelle Monáe auseinander. 2012 trat er mit Matana Roberts in Europa auf. Er gehört auch zur Band von Michael Janisch und zum Quartett von Mark Turner (Return from the Stars).
Palmer lehrt als Assistant Professor am Berklee College of Music in Boston.

## Preise und Auszeichnungen
2007 nahm Down Beat Palmer in die Liste der Top 25 Trumpeters of the Future auf, 2009 gewann er den ersten Preis der Carmine Caruso International Jazz Trumpet Solo Competition. 2011 war er Artist Fellow in der Kategorie Komposition des Massachusetts Cultural Council.

## Diskographische Hinweise
- City of Poets (Whirlwind, 2016), mit Cédric Hanriot, Donny McCaslin, Michael Janisch, Clarence Penn
- Rhyme and Reason (GiantStepArts, 2019)
- Sweet Love: Jason Palmer Plays Anita Baker (2019)
- The Concert, 12 Musings for Isabella (Giant Step Arts, 2020), mit Mark Turner, Joel Ross, Edward Perez, Kendrick Scott
- Live from Summit Rock in Seneca Village (Giant Step Art, 2022)
- Mark Turner: Live at the Village Vanguard (2023)